# Crenicara
Crenicara är ett släkte av fiskar. Crenicara ingår i familjen Cichlidae.
Kladogram enligt Catalogue of Life:
| Crenicara | \| \| Crenicara latruncularium \| \| \| \| \| \| Crenicara punctulatum \| \| \| \| |
|           | \| \| Crenicara latruncularium \| \| \| \| \| \| Crenicara punctulatum \| \| \| \| |
|           | Crenicara latruncularium                                                           |
|           |                                                                                    |
|           | Crenicara punctulatum                                                              |
|           |                                                                                    |